# سيلاس بولارد
سيلاس بولارد هو قاضي وشخصية أعمال وسياسي أمريكي، ولد في 9 ديسمبر 1841، وتوفي في 9 ديسمبر 1922. نشط حزبياً في الحزب الجمهوري. وقد انتخب عضو جمعية ولاية ويسكونسن ‏.